# CDC Montalegre
Centro Desportivo e Cultural de Montalegre ist ein portugiesischer Fußballverein aus der Vila Montalegre.

## Geschichte und Hintergrund
CDC Montalegre wurde 1964 gegründet und spielte lange Zeit im regionalen Ligabereich. 1979 und 1984 schaffte der Klub jeweils den Sprung in die Terceira Divisão, stieg aber jeweils direkt wieder ab. Mitte der 1990er Jahre kehrte der Klub aus dem regionalen Bereich in die nun viertklassige Terceira Divisão zurück und hielt sich dieses Mal bis 2004 in der Spielklasse. Beim Wiederaufstieg 2009 folgte abermals der direkte Wiederabstieg.
2016 stieg CDC Montalegre in die nach einer Ligareform zwischenzeitlich neu eingeführte drittklassige Campeonato de Portugal und hielt sich in der Folge in der Spielklasse. 2021 schaffte der Klub die Qualifikation für die in Folge der Auswirkungen der COVID-19-Pandemie in Portugal als konsolidierte neu eingeführte Liga 3. 2023 verpasste die Mannschaft in der Abstiegsrunde hinter dem SC São João de Ver den Klassenerhalt. Auch im Campeonato de Portugal blieb der Erfolg aus, der Klub rutschte als Tabellenzehnter direkt in den regionalen Ligabereich ab.

## Stadion
CDC Montalegre trägt seine Heimspiele im Estádio Dr. Diogo Alves Vaz Pereira aus, das über eine überdachte Haupttribüne verfügt und bis zu 5000 Zuschauern Platz bieten soll.